# 高山郵便局 (奈良県)
高山郵便局（たかやまゆうびんきょく）は奈良県生駒市にある郵便局。民営化前の分類では無集配特定郵便局であった。

## 概要
住所：〒630-0131奈良県生駒市上町3410-2
かつては生駒市北部地域と四條畷市一部地域（上田原・下田原・田原台・緑風台・さつきヶ丘）の集配業務を担当していたが、1995年に四條畷市一部地域の集配業務を四條畷郵便局へ、2006年に生駒市北部地域の集配業務を生駒郵便局へそれぞれ移管、現在は窓口業務のみとなっている。

## 沿革
- 1995年（平成7年） - 四條畷市の上田原・下田原・田原台・緑風台・さつきヶ丘の集配業務を四條畷郵便局へ移管。
- 2006年（平成18年）9月25日 - 生駒市北部地域の集配業務を生駒郵便局へ移管。
- 2007年（平成19年）10月1日 - 民営化。
- 2012年（平成24年）10月1日 - 日本郵便株式会社発足。

## 取扱内容
- 郵便、印紙、ゆうパック、内容証明
- 貯金、為替、振替、振込、国債、国際送金
- 生命保険、バイク自賠責保険、がん保険
- ゆうちょ銀行ATM

## 風景印
- 図柄は生駒サイエンスプラザと茶筅。局名表記は「奈良　高山」
- 使用開始日は1994年（平成6年）9月20日

## 周辺
- 学研北生駒駅
- きんのぶた北生駒上町店
- コメダ珈琲生駒店
- 富雄川
- 上町台

## アクセス
- 駐車場あり：5台